# FANTASY RADIO
『FANTASY RADIO』（ファンタジー・ラジオ）は、FM NACK5で、2015年4月3日から放送されているラジオ番組。通称『ファンラジ』。

## 概要
これまでの「ABCタイム」の放送枠を引き継ぎ、新たな深夜番組としてスタートした。
アイドルプロレスラーであり、美声で有名な春日萌花を起用した深夜ワイド番組。春日の趣味であるアニメや、アニソンをはじめとした音楽が中心の内容で展開され、プロレスの話題は春日の出場する試合を告知する程度である。同じくNACK5で2014年から放送されている「ラジオのアナ〜ラジアナ」同様、SNSを使ったリスナーとの疑似双方向放送形式の番組である。このため、番組のノリも「ラジアナ」に通じるところがあるが、「ラジアナ」と違って性的なネタはほぼなく、春日のいわゆる「萌え声」を押し出した内容になっている。
オープニングジングルは坂本真綾「マジックナンバー」
。2ヵ月に1度のスペシャルウイークのみは春日萌花「いちご♪あまあま♯♭あなたが好きっ！」。
テーマ曲はLUSRICA「Rewind Time (Late Summer ver.)」。
番組名の公式な略称は「ファンラジ」。番組内では春日萌花のことを「はるひー」「はるしー」などと呼ぶ。リスナーの呼称は「ラズベリスト」「ファンラジスタ」など。番組内での挨拶は「ファンばんは」「ラズベリー」など。それ以外にも番組内用語がいくつか存在し、リスナーが番組に送るメッセージのことを「メッセジー」、番組スタッフのことを「スッタフー」、番組からリスナーにプレゼントする番組ステッカーのことを「スッテカー」と呼称する。「メッセジー」・「スッタフー」・「スッテカー」は番組名の「ファンタジー」に揃えたものである。
2025年4月より放送時間が前倒しになり土曜日深夜 25:00～28:45の放送となる。

## 放送時間
- 毎週土曜日 25:30 - 28:45（2023年4月1日 - ）（日曜日未明1:30 - 4:45）

## パーソナリティ
- 春日萌花

## タイムテーブル
2023年4月現在
25時台
- 25:30 オープニング(前時間帯の番組である「ウォルピスカーターの社長室からお送りします。」パーソナリティ・ウォルピスカーターからの無茶ぶりに応えるのが恒例)
- 25:40頃 コーナー紹介

26時台
- 26:10頃 ゲストコーナー
- 26:35頃 ファンラジ・アニメランド

27時台
- 27:00 いんたま3！
- 27:20頃 ミュージック大喜利
- 27:35頃 ガチャ・リク

28時台
- 28:15 魔法が解けた祭り
- 28:20頃 お天気チョットいい話
- 28:40頃 エンディング

なお、25時台・26時台・27時台のそれぞれラスト1分には、合計3回にわたって「ダジャレ1分勝負」のコーナーが行われる。
そのほか、コーナーのない時間帯にはテーマ・フリーメッセージや、ハッシュタグ「#ファンラジ795」をつけた投稿が随時紹介されている。

## コーナー
ダジャレ1分勝負
25時台・26時台・27時台のそれぞれラスト1分に行われるコーナー。
リスナーから募集した、その日のテーマに沿ったダジャレを、春日が時間の許す限り読み上げる。
ファンラジ・アニメランド
春日が好きなアニメに関する話を展開するコーナー。
毎回、取り上げる作品をひとつ決め、その作品にまつわるメッセージを募集・紹介する。
いんたま3！
春日と「埼玉わっしょい大使」の川内彩 (あやち) が、埼玉県内の興味深い場所・イベントを実際に訪ねて取材し、その魅力を1ヶ月にわたって紹介する。
ミュージック大喜利
毎週、番組が用意した大喜利のお題に、リスナーが曲のフレーズを使って回答する。
ガチャ・リク
春日がガチャガチャでカプセルを引き、そこに入った紙に書かれている西暦に発売された曲限定でリクエストを募集する。
魔法が解けた祭り
春日は番組内で永遠の23歳を自称しており、その「春日を23歳に保っている魔法が解ける」という設定。リスナーは主にTwitterで「魔法が解けた」とツイートして参加する。メッセージフォームから「魔法が解けた」と投稿することでも参加できる。コーナー開始と同時に受付がスタートし、フライングは対象外となる。開始から3分間、春日がツイート・メッセージを送ったリスナーのラジオネームをひたすら読み上げる。
お天気チョットいい話
気象予報士の資格を持つ春日が、気象用語ではなく、身近な現象から垣間見える天気現象を解説していく。